# Dampetrus granulatus
Dampetrus granulatus is een hooiwagen uit de familie Assamiidae.